# هاوایی (فیلم ۲۰۱۳)
«هاوایی» (انگلیسی: Hawaii (2013 film)) یک فیلم است که در سال ۲۰۱۳ منتشر شد.